# 5 marek 1943

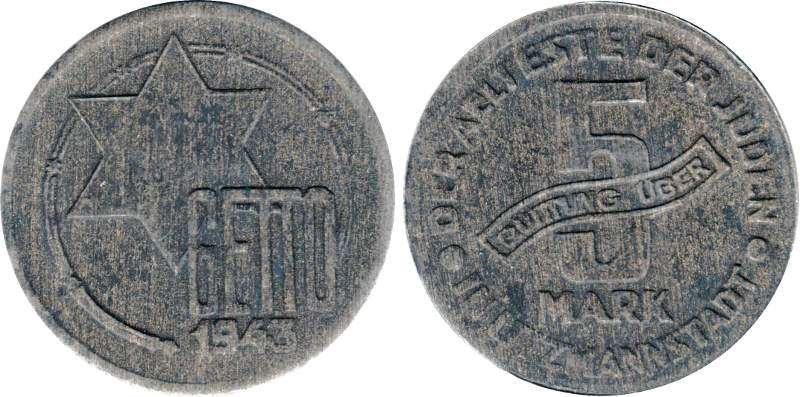
5 marek 1943 odmiana w elektronie

5 marek 1943 – moneta pięciomarkowa getta łódzkiego, bita w aluminium i elektronie, wprowadzona do obiegu 22 lutego 1944 r.

## Awers
Na tej stronie umieszczono gwiazdę Dawida, pod nią, z prawej strony napis „GETTO”, poniżej rok 1943, dookoła otok dwukreskowy, przeplatany gwiazdkami.

## Rewers
W centralnej części umieszczono nominał 5, pod nim napis „MARK”, na nominale falująca wstęga z napisem: „QUITUNG ÜBER”, dookoła otokowo napis „DER AELTESTE DER JUDEN •IN LITZMANNSTADT•”.

## Opis
Moneta była bita na terenie getta, w I Wydziale Metalowym (niem. Metallabteillung I) mieszczącym się przy ul. Łagiewnickiej 63, w elektronie lub aluminium, na krążku o średnicy ~22,5 mm, masie ~1 gram (elektron) lub 1,55 grama (aluminium), z rantem gładkim. Ze względu na duży nakład, do bicia pięciomarkówek wykorzystywano trzy pary stempli awersu i rewersu. Liczbę rozpoznanych odmian monet i stempli przedstawiono w tabeli:
| Lp. | Metal     | Liczba odmian stempli | Liczba odmian monet |
| 1   | elektron  | 2 pary awers-rewers   | 2                   |
| 2   | aluminium | 1 para awers-rewers   | 1                   |

W katalogach podawany jest nakład wszystkich odmian wynoszący 800 000 sztuk. W dwóch wpisach w Kronikach Getta Łódzkiego, pierwszym z dnia 22 lutego 1944 r. napisano o nakładzie 600 000 sztuk, podczas gdy niespełna tydzień później pisano liczbie o 200 000 sztuk mniejszej.